# René Trégouët
Pour les articles homonymes, voir Trégouët.
 (mai 2013).
Si vous disposez d'ouvrages ou d'articles de référence ou si vous connaissez des sites web de qualité traitant du thème abordé ici, merci de compléter l'article en donnant les références utiles à sa vérifiabilité et en les liant à la section « Notes et références ».
René Trégouët, né le 15 octobre 1940 à Saint-Cosme-de-Vair dans la Sarthe, est un homme politique français, sénateur UMP du Rhône de 1986 à 2004.

## Biographie
René Trégouët est conseiller général du Canton de Saint-Laurent-de-Chamousset (Rhône) de 1973 à 2004 et premier vice président du conseil général du Rhône pendant 14 ans.
Il préside, en 1993 la commission qui permet au gouvernement de créer la 5e chaine de télévision dite « Chaîne d'accès au savoir ».
En 1997, Alain Juppé, alors Premier Ministre, le désigne parlementaire en mission, pour analyser quelles seraient les conséquences sur la société française de la montée en puissance des nouvelles technologies Au terme de sa mission, René Trégouët, publie, en 1998, un ouvrage intitulé Des pyramides du pouvoir aux réseaux de savoirs.
En 1998, il dépose, avec Pierre Laffite et Guy Cabanel, une proposition de loi sur le logiciel libre qui pour la première fois dans l'histoire parlementaire européenne est amendée par les internautes.
Il est, en 2000, le créateur du Groupe de prospective du Sénat. Ce groupe d'études répond à l'attente de nombreux sénateurs, près de la moitié des sénateurs y ont adhéré. Ses colloques internationaux qui réunissaient plusieurs fois par an des chercheurs pour imaginer le monde de demain.
An nom de l'Office parlementaire d'évaluation des choix scientifiques et techniques dont il est membre, Il est le rapporteur, avec le député Christian Cuvilliez, en date du 21 mars 2000, d'un rapport en vue de poursuivre et développer le programme du synchrotron de troisième génération SOLEIL sur le plateau de Sarclay, que le ministre de la recherche, Claude Allègre, avait décidé d'abandonner au grand émoi de la communauté scientifique française. Ce rapport remarqué, auquel contribuèrent notamment le prix Nobel de physique 1992 Georges Charpak, le neurobiologiste Jean-Pierre Changeux et le chimiste Guy Ourisson, alors président de l'Académie des sciences, cible les adversaires à combattre dans l'intérêt de la recherche française: «l'insuffisance du recrutement de jeunes chercheurs et le déficit de fonctionnement des laboratoires.» 
Son mandat se termine le 30 septembre 2004, il ne se représente pas.
René Trégouët met en doute en 2000 la pertinence du recours à l'Universal Mobile Telecommunications System. Il édite et publie en ligne depuis 1998, sous couvert de l'Association ADIST déclarée d'intérêt général, une lettre hebdomadaire, gratuite et sans publicité, d'informations scientifiques et technologiques dénommée RTFlash. 
En 1979, à la suite de la loi sur l'architecture du 3 janvier 1977, le Département du Rhône décide la création du Conseil d'architecture, d'urbanisme et de l'environnement (CAUE) du Rhône dont René Trégouët, en tant que représentant du Conseil général, est le président élu de 1979 à 2004.
En 2005, René Trégouët est élevé au grade de Chevalier de la Légion d'Honneur.

## Détails des mandats et fonctions
- Conseiller général de Canton de Saint-Laurent-de-Chamousset de 1973 à 2004.
- Vice-président du Conseil général du Rhône de 1990 à 2004.
- Sénateur du Rhône  de 1986 à 2004.